# Микелетто, Франсуа
Франсуа Микелетто (фр. François Micheletto, родился 5 сентября 1979 года в Вогезах) — французский и киприотский певец, в прошлом вокалист группы «Minus One», с которой участвовал в конкурсе песни «Евровидение-2016»; участник пятого сезона французской версии шоу «The Voice».

## Биография
Франсуа родился в Вогезах; его мать родом с Кипра, туда же он переехал в раннем возрасте. Начал петь в возрасте 7 лет в школьном хоре и участвовал в турнирах по стрельбе из лука, что называет своим увлечением. Окончив школу, он уехал в Нанси, где в университете изучал межкультурные отношения и играл в театре. В 2001 году он переехал в Париж, где работал барменом и диджеем, выступая в различных рок-группах. Спустя 10 лет вернулся на Кипр и стал лидером новой группы Minus One, в составе которой записал два альбома «Shine» (2015) и «Alter Ego» (2016). В начале 2016 года он дебютировал во французском телешоу «The Voice: la plus belle voix» (его наставником стал Флоран Паньи), но покинул шоу 26 марта 2016 после вокальной битвы против Слимана Небши.
С группой Микелетто пытался пройти на Евровидение-2015, но в отборе занял 3-е место. Спустя год благодаря внутреннему отбору он попал на Евровидение: Minus One выступили с песней «Alter Ego», выйдя в финал с 8-го места в полуфинале, а в финале заняли 21-е место. Перед Евровидением группа дала ряд концертов в городах Европы, в том числе в Москве. 5 апреля 2017 года Франсуа Микелетто и Антонис Лоизидес покинули группу Minus One по личным обстоятельствам.